# Milton Caraglio
Milton Joel Caraglio (Rosário, 1 de dezembro de 1988) é um futebolista argentino que atua como atacante. Atualmente joga pelo Rosário Central.

## Carreira
Caraglio fez a sua estreia nos profissionais do Central em 17 de março de 2007, pelo Torneio Clausura, com uma derrota ante o San Lorenzo de Almagro de 1-0.
Em 15 de novembro de 2008, ele marcou seu primeiro gol pelo clube, em uma vitória por 2-0 contra o Huracán. Em 2 de Agosto de 2011 foi emprestado ao New England Revolution dos Estados Unidos.
O Caraglio jogou no Rosario Central, no New England Revolution dos Estados Unidos, Rangers de Talca no Chile, Pescara da Itália, Arsenal de Sarandí, Velez Sarsfield, Dorados do México e o Tijuana.